# Benoît Campargue
Benoît Campargue (Villefranche-sur-Saône, 9 de marzo de 1965) es un deportista francés que compitió en judo. Ganó dos medallas en el Campeonato Europeo de Judo en los años 1992 y 1994.
Participó en los Juegos Olímpicos de Barcelona 1992, donde finalizó vigésimo cuarto en la categoría de –65 kg.

## Palmarés internacional
| Campeonato Europeo | Campeonato Europeo | Campeonato Europeo | Campeonato Europeo |
| Año                | Lugar              | Medalla            | Categoría          |
| ------------------ | ------------------ | ------------------ | ------------------ |
| 1992               | París (Francia)    | Medalla de oro     | –65 kg             |
| 1994               | Gdańsk (Polonia)   | Medalla de bronce  | –65 kg             |